# Don't take it personally, babe, it just ain't your story
don't take it personally, babe, it just ain't your storyとはクリスティーン・ラブによって開発され、2011年に公開されたアドベンチャーゲームである。

## 概要
近未来の高校を舞台としたアドベンチャーゲームで、プレイヤーの選択によってストーリーが分岐し、三つのエンディングのいずれかを迎える。ストーリーはネット環境におけるプライバシーと恋愛が主軸となっている。
クリスティーン・ラブによる前作 Digital: A Love Story と舞台や登場人物について直接の関係はないが、作者は本作を精神的な続編 (a spiritual sequel) としている。
フリーウェアとして公開されたゲームではあるが、イギリスの一般紙デイリー・テレグラフのウェブ版で発表された2011年のビデオゲーム賞において、商業作品もノミネートされている中で最優秀脚本に選ばれた。

## 特徴
舞台は2027年のオンタリオ州にある名門私立高校で、プレイヤーは高校二年生を受け持つ教師の視点でゲームを進める。
本作の特徴として、ゲーム進行において校内SNSで交わされるメッセージを盗み見ることで生徒たちの関係や思っていることを知る、というシステムがある。学校の教師と生徒には専用のモバイル端末が支給され、AmieConnectと呼ばれるアプリケーションを介してメッセージのやり取りを行うことができる。AmieConnectで送れるメッセージにはプライベートとパブリックの区別があり、プライベートなものはメッセージをやり取りする特定の二人にしか読めないとされている。しかし実際には教師は、生徒のメッセージをプライベートなものを含めてすべて自由に見ることができるアプリ権限が与えられている。学校当局は教師に対して、その理由をネットいじめを監視するためだと説明し、生徒には明かさないように命じている。
AmmieConnectの投稿内容は現実（生身）のストーリーと同時並行的に更新され、教師であるプレイヤーに通知される。プレイヤーは好きなタイミングでそれを見ることができる。
また、同じ端末から12chanという名前の4chan風の画像掲示板も閲覧することができる。投稿される内容は必ずしもストーリーに直結するものばかりではないが、一部はゲーム進行について暗示的なものになっている。

## 登場人物
John Rook
新任の男性教師。担当教科は文学。前任の教師が病気休職したため、Ariannaたち高校二年生のクラスを学期の途中から受け持つことになった。本人曰く「奇妙な中年の危機」のせいで二度の離婚を経験し、教師に転職した。大学の専攻は英文学だが、前職はコンピュータ関係。
Arianna Belle-Essai
女子生徒。Rookに一目ぼれし、出会って二日目には授業の内容で質問があるという口実でRookと二人きりになる機会を作ろうとする。
Kendall Flowers
女子生徒。Charlotteと付き合っていたが、Rookが赴任する直前に破局した。
Taylor Gibson
女子生徒。Nolanと付き合っていたが、KendallとCharlotteよりも前に破局していた。
Charlotte Grewal
女子生徒。Kendallと付き合っていた。
Isabella Hart
女子生徒。ある時点で誰にも告げずに学校に姿を見せなくなる。周囲はその前までのAmieConnectの内容から自殺したのではないかと推測する。
Nolan Striukas
男子生徒。Taylorと付き合っていた。後にAkiraから告白される。
Akira Yamazaki
男子生徒。ゲイであることを告白するが、他の生徒は前から気付いていた。